# Lamar Hunt U.S. Open Cup 2003
La Lamar Hunt U.S. Open Cup 2003 è stata la novantesima edizione della coppa nazionale statunitense. È iniziata il 4 giugno 2003 e si è conclusa il 15 ottobre dello stesso anno.
Il torneo è stato vinto per la prima volta dal Chicago Fire che ha battuto in finale il MetroStars per 1-0.

## Date
| Turno            | Data                         |
| ---------------- | ---------------------------- |
| Primo turno      | 24-25 giugno, 10 luglio 2003 |
| Secondo turno    | 16-23 luglio 2003            |
| Terzo turno      | 5-6 agosto 2003              |
| Quarti di finale | 27 agosto 2003               |
| Semifinali       | 23 settembre, 3 ottobre 2003 |
| Finale           | 15 ottobre 2003              |

## Secondo Turno
| Squadra 1              | Risultato | Squadra 2              |
| ---------------------- | --------- | ---------------------- |
| MetroStars             | 4 - 0     | Michigan Bucks         |
| New Hampshire Phantoms | 1 - 4     | Rochester Rhinos       |
| Atlanta Silverbacks    | 1 - 2     | Wilmington Hammerheads |
| Pittsburgh Riverhounds | 1 - 2     | D.C. United            |
| Carolina Dynamo        | 0 - 5     | V.B. Mariners          |
| Seattle Sounders       | 1 - 0     | Minnesota Thunder      |
| Fresno Fuego           | 5 - 2     | El Paso Patriots       |
| Bavarian Soccer Club   | 1 - 0     | Milwaukee Wave Utd     |

## Terzo Turno
| Squadra 1        | Risultato   | Squadra 2              |
| ---------------- | ----------- | ---------------------- |
| S.J. Earthquakes | 0 - 1       | Seattle Sounders       |
| MetroStars       | 4 - 3       | Columbus Crew          |
| Rochester Rhinos | 1 - 2       | N.E. Revolution        |
| Dallas Burn      | 1 - 4       | Wilmington Hammerheads |
| D.C. United      | 1 - 0 (dts) | V.B. Mariners          |
| Chicago Fire     | 4 - 1       | Milwaukee Wave Utd     |
| K.C. Wizards     | 2 - 3       | Colorado Rapids        |
| Fresno Fuego     | 1 - 3       | L.A. Galaxy            |

## Quarti di finale
| Squadra 1       | Risultato   | Squadra 2              |
| --------------- | ----------- | ---------------------- |
| N.E. Revolution | 1 - 2 (dts) | MetroStars             |
| D.C. United     | 1 - 0       | Wilmington Hammerheads |
| Colorado Rapids | 1 - 2       | Chicago Fire           |
| L.A. Galaxy     | 5 - 1       | Seattle Sounders       |

## Semifinali
| Squadra 1   | Risultato | Squadra 2    |
| ----------- | --------- | ------------ |
| L.A. Galaxy | 2 - 3     | Chicago Fire |
| D.C. United | 2 - 3     | MetroStars   |

## Finale
| Arbitro: | Kevin Stott |

|  |           |           |
|  | Marcatori | 68’ Ralph |